# Station Le Teich
Station Le Teich is een spoorwegstation in de Franse gemeente Le Teich. Het wordt bediend door treinen van het netwerk TER Nouvelle-Aquitaine die rijden op het traject Bordeaux-Saint-Jean - Arcachon.
Het station is geopend in 1841 als onderdeel van een spoorlijn die Bordeaux verbond met La Teste.